# Radosław (Nowogard)
Radosław (niem. Wilhelmsfelde) – osiedle Nowogardu, położone we wschodniej części miasta.
Na terenie Radosława znajduje się XIX wieczny zespół folwarczny złożony z parterowego dworu krytego mansardowym dachem, rządcówki, czworaków i zabudowań gospodarczych.